# Diocèse de Leeds
Le diocèse de Leeds est un diocèse suffragant de l'archidiocèse de Liverpool en Angleterre, constitué en 20 décembre 1878 lors de la scission du diocèse de Beverley, qui couvrait tout le Yorkshire. Le diocèse de Leeds a été créé pour couvrir le West Riding historique du Yorkshire, tandis que le diocèse de Middlesbrough a pris en charge l'organisation diocésaine du reste du comté.

## Territoire
Le diocèse couvre donc une partie du Yorkshire and the Humber en Angleterre.
L'évêché est à Leeds, où se trouve la cathédrale Sainte-Anne. À Ripon, se trouve une ancienne abbaye cistercienne, aujourd'hui en ruine, l'abbaye de Fountains.
Le territoire est divisé en 81 paroisses, avec 24 diacres et 142 prêtres, en 2023. 

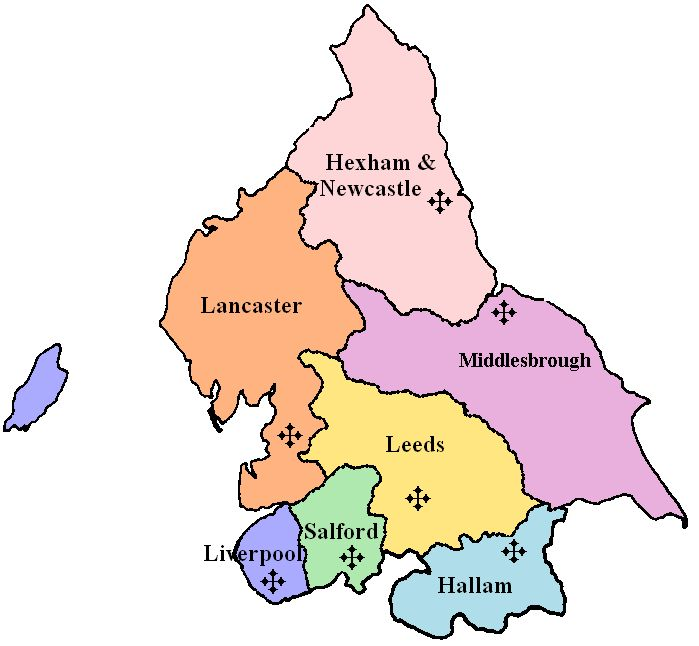
Localisation du diocèse dans la province ecclésiastique de Liverpool.

## Histoire
Au XIXe siècle, la région couverte par le diocèse actuel relevait de la juridiction du vicaire apostolique du district du Nord, qui devint à son tour le vicariat apostolique du district du Yorkshire, lequel fut ensuite élevé au rang de diocèse de Beverley en 1850. Vers 1861, l'évêque de Beverley, Robert Cornthwaite, informa le Saint-Siège qu'à son avis, le diocèse de Beverley était trop grand et que, compte tenu de l'expansion de la population catholique, il devait être subdivisé en deux régions. Après 15 ans de discussions et de planification, il a été convenu que le 20 décembre 1878, le diocèse de Beverley serait dissous et que le diocèse de Leeds serait créé pour couvrir la circonscription ouest du Yorkshire et les paroisses de la ville de York au sud de la rivière Ouse, et le diocèse de Middlesbrough, couvrant les circonscriptions nord et est du Yorkshire et les paroisses de la ville de York au nord de la rivière Ouse.
Cependant, en 1982, les deux paroisses de York situées au sud de la rivière Ouse ont été cédées au diocèse de Middlesbrough afin d'unifier la ville de York sous la direction d'un seul évêque. En 1980, cinquante paroisses de la région du Yorkshire du Sud ont été transférées de Leeds au nouveau diocèse de Hallam. La paroisse de Howden a été transférée du diocèse de Middlesbrough à celui de Leeds en 2004. 

## Source
- (en) Cet article est partiellement ou en totalité issu de l’article de Wikipédia en anglais intitulé « Roman Catholic Diocese of Leeds » (voir la liste des auteurs).

### Articles liés
- Liste des diocèses catholiques en Angleterre et au pays de Galles
- Église catholique en Angleterre-et-Galles